# Тракман, Карл Густавович

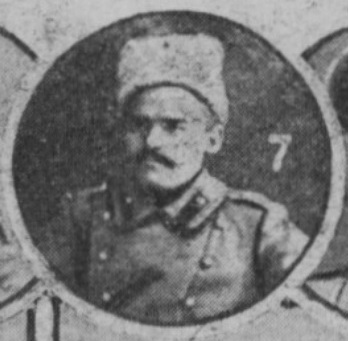

Карл Густавович Тракман (эст. Karl Trakmann; 1887—1938) — советский военный деятель, интендант 1 ранга (1936).

## Биография
Родился в 1887 в эстонской крестьянской семье.
Прапорщик Русской императорской армии. Во время гражданской войны в 1918—1920 служил на штабной службе в 12-й армии РККА, 2-й стрелковой дивизии, 3-й армии, 5-й стрелковой дивизии.
В 1919—1921 окончил Военную Академию РККА. В 1921—1927 заведующий сектором, начальник отделения, помощник начальника, начальник части, сектора 3-го отдела Разведуправления РККА.
В 1924 прибыл в Эстонию, участник разработки плана Перводекабрьского восстания.
В 1927—1931 в распоряжении Разведуправления РККА, старший редактор 5-го отдела Разведуправления РККА.
В 1928 (по другим данным в 1925) вступил в ВКП(б).
В 1931—1936 помощник начальника 5-го отдела Разведуправления РККА, в 1936—1938 военный цензор 8-го отдела Разведуправления РККА.
Арестован 10 января 1938 года. Приговорён Особым совещанием при НКВД 11 мая 1938 года к 8 годам ИТЛ. Умер в 1938 в заключении.
Реабилитирован 22 сентября 1956 года.

## Семья
- Тракман, Максим Густавович (1890—1937) — брат. Эстонский большевик, сподвижник Р. И. Эйхе, заведующий Западно-Сибирским крайздравотделом.
- Тракман, Гуго Густавович (1900—после 1940) — брат. Военинженер 3 ранга, помощник начальника мобилизационного отдела Управления Восточно-Сибирской железной дороги.